# Nombre dodécaédrique centré
Un nombre dodécaédrique centré est un nombre figuré polyédrique centré comptant des points répartis dans un dodécaèdre régulier par couches successives à partir du centre. Il existe deux versions de ces nombres suivant que les faces sont centrées ou non.

## Première version, faces centrées

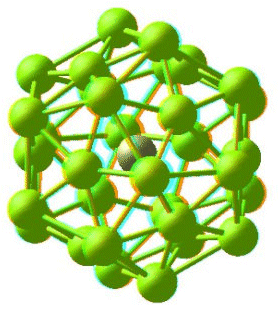
Deuxième nombre dodécaédrique centré à faces centrées. Anaglyphe à regarder avec des lunettes rouge et cyan.

Avec {\displaystyle n} points dans chaque arête du dodécaèdre, le nombre dodécaédrique centré (à faces centrées) est donné par la formule : 
{\displaystyle DC_{n}=(2n-1)(5n^{2}-5n+1)}
Il est égal au nombre icosaédrique centré (à faces centrées).
Les premiers de ces nombres sont 1, 33, 155, 427, 909, 1661, 2743, 4215, 6137, 8569, ... (suite A005904 de l'OEIS).
Par exemple, {\displaystyle DC_{2}=33} car il y a 20 points sur les sommets, 12 aux centres des faces, et 1 au centre du polyèdre.

### Obtention de ce nombre
Le dodécaèdre ayant 12 faces, 20 sommets et 30 arêtes, la couche dodécaédrique ajoutée à l'étape {\displaystyle n} possède {\displaystyle 12C_{5,n-1}} points correspondants aux intérieurs des faces ( {\displaystyle C_{5,n-1}} est le nombre pentagonal centré avec {\displaystyle n-1} points sur chaque côté), plus {\displaystyle 30(n-2)} points situés à l'intérieur des arêtes, plus 20 points situés aux sommets. On a donc {\displaystyle DC_{n}-DC_{n-1}=12(5(n-1)^{2}-5(n-1)+2)+30(n-2)+20=2(15(n-1)^{2}+2)}.
Partant de {\displaystyle DC_{1}=1}, on obtient {\displaystyle DC_{n}=1+2\sum _{k=2}^{n-1}(15(k-1)^{2}+1)=(2n-1)(5n^{2}-5n+1)}.

## Deuxième version, faces non centrées
Avec {\displaystyle n} points dans chaque arête du dodécaèdre, le nombre dodécaédrique centré (à faces non centrées) est donné par la formule : 
{\displaystyle DC'_{n}=(2n-1)(3n^{2}-3n+1)}
Les premiers de ces nombres sont 1, 21, 95, 259, 549, 1001, 1651, 2535, 3689, 5149 ... (suite A193218 de l'OEIS).
Par exemple, {\displaystyle DC'_{2}=21} car il y a 20 points sur les sommets, et 1 au centre du polyèdre.

### Obtention de ce nombre
Le dodécaèdre ayant 12 faces, 20 sommets et 30 arêtes, la couche dodécaédrique ajoutée à l'étape {\displaystyle n} possède {\displaystyle 12(P_{5,n}-5(n-1))} points correspondants aux intérieurs des faces ( {\displaystyle P_{5,n}} est le nombre pentagonal non centré avec {\displaystyle n} points sur chaque côté), plus {\displaystyle 30(n-2)} points situés à l'intérieur des arêtes, plus 20 points situés aux sommets. On a donc {\displaystyle DC'_{n}-DC'_{n-1}=12({\frac {3n^{2}-n}{2}}-5(n-1))+30(n-2)+20=18n^{2}-36n+20=2(9(n-1)^{2}+1)}.
Partant de {\displaystyle DC_{1}=1}, on obtient {\displaystyle DC_{n}=1+2\sum _{k=2}^{n}(9(k-1)^{2}+1)=(2n-1)(3n^{2}-3n+1)}.